# 能好怎
能好怎，網路用語，是「能吃嗎？好吃嗎？怎麼吃？」的縮寫。新浪微博科普帳戶「博物雜誌」發佈動植物科普微博，粉絲們在回覆及轉發中常問及「能吃嗎？」、「好吃嗎？」以及「怎麼吃？」，並逐漸形成這一簡寫。語境中，這些提問被視為調侃，而不是嚴肅地詢問是否有毒、口味如何以及烹飪方法。